# Biblioteca do IBICT
A Biblioteca do Instituto Brasileiro de Informação em Ciência e Tecnologia é especializada em Biblioteconomia, Ciência da Informação e áreas afins. O acervo é formado de monografias, publicações seriadas, anais de eventos, relatórios, memória técnica, multimeios e obras de referência. Oferece acesso a base dados Library & Information Science Abstract (LISA), empréstimo domiciliar (internacional e nacional), pesquisa no portal de periódicos CAPES, catalogação na fonte das publicações do IBICT, normalização de referências dos periódicos Ciência da Informação e Inclusão Social, serviço de comutação bibliográfica (COMUT), alerta bibliográfica, doação de duplicatas, visita orientada (agendamento prévio) e acesso à internet para pesquisa.
No IBICT também existe a Biblioteca Digital Brasileira de Teses e Dissertações (BDTD), uma biblioteca voltada para universidades, integrando documentos e informações de teses e dissertações para acesso e busca única.

## História
A Biblioteca do IBICT está sediada em Brasília, no Distrito Federal. Foi fundada 27 de fevereiro de 1954, mesmo ano em que foi criado o Instituto Brasileiro de Bibliografia e Documentação (IBBD), no governo de Getúlio Vargas. Em seu acervo, existia diversas publicações, desde obras de biblioteconomia, obras de energia nuclear e guias de instituições científicas à dicionários especializados. Também foi uma grande fonte de bibliográficos para os pesquisadores da época.
No ano de 1976, que a Biblioteca tornou-se o Centro de Informação em Ciência da Informação (CCI), devido ao seu novo acervo bibliográfico e pela transformação do IBBD no Instituto Brasileiro de Informação em Ciência e Tecnologia (IBICT).
Em 1988, com o aumento da instituição, o CCI (Biblioteca) foi denominada Centro de Documentação e Informação e passou a oferecer muitos serviços. Na mesma década, com a chegada do CD-ROM, a instituição começou a modernizar-se e agregar esse tipo de documento.
A Biblioteca do Instituto Brasileiro de Informação em Ciência fez parte da tecnologia da informação no Brasil, pois hospedou o laboratório de implantação da Internet no Brasil, assim realizou treinamentos para utilização do correio eletrônico e acesso a base de dados de forma online. Com isso, na mesma época, o Centro de Informação de Política Científica e Tecnológica (CPO), do CNPq (Conselho Nacional de Desenvolvimento Científico e Tecnológico), concedeu à Biblioteca do IBICT o seu acervo.
No ano de 2000, a Biblioteca do IBICT atuou de forma exclusiva como biblioteca especializada em Ciência da Informação e Biblioteconomia. Os serviços da biblioteca e consultas do seu acervo foram automatizados e foi incorporado a base Literatura em Ciência da Informação (LICI) em 2005.
Em 15 de abril de 2024, durante as celebrações dos 70 anos do Instituto Brasileiro de Informação em Ciência e Tecnologia (IBICT), a Biblioteca Lydia de Queiroz Sambaquy reabriu suas portas ao público. Após mais de sete anos de fechamento, o espaço passou por uma completa reestruturação, com foco na modernização e no acesso qualificado à informação.

## O que encontrar na Biblioteca

### Serviços oferecidos ao público
- - Consulta ao acervo físico e digital;
  - Orientação de pesquisa científica;
  - Acesso a bases de dados e recursos digitais;
  - Apoio técnico a pesquisadores, estudantes e profissionais da informação.